# Il povero Piero
Il povero Piero è un romanzo scritto da Achille Campanile nel 1959, adattato successivamente dallo stesso autore in commedia teatrale. 

## Trama
Nell'opera le vicende dei personaggi si dipanano intorno alla morte (in realtà solo apparente) del protagonista Piero, dando vita ad una serie di equivoci.
Le disposizioni di Piero, infatti, prevedono che l'annuncio della propria morte avvenga solamente dopo i funerali. Ma la notizia trapela e i familiari sono costretti a fronteggiare le visite dei parenti, che mostrano le proprie ipocrisie di fronte alla morte di un loro caro. Si sviluppa così una storia fatta di sotterfugi, poiché la famiglia del povero Piero evita inizialmente di divulgare la morte dello stesso, nascondendo il "cadavere" nei posti più impensati della casa, il che creerà una serie di situazioni paradossali: tutto ciò inserisce il romanzo (poi dramma) nella corrente del teatro dell'assurdo.

## Trasposizioni
- Povero Piero : commedia in un prologo e tre atti di Achille Campanile, Sipario : rassegna mensile dello spettacolo Anno 16 (1961), n. 183, pp. 31-47

## Edizioni
- Achille Campanile, Il povero Piero, Milano: Rizzoli, 1959, Collezione "I nostri umoristi".
- Achille Campanile, Il povero Piero, terza ed., collana BUR narrativa, Rizzoli, 2002,  pp. 271, cap. 20, ISBN 978-88-17-68051-6.